# Болгери
Болгери (итал. Bolgheri) је насеље у Италији у округу Ливорно, региону Тоскана.
Према процени из 2011. у насељу је живело 157 становника. Насеље се налази на надморској висини од 101 м.